# Ferdinando Adornato
Ferdinando Adornato (Polistena, 11 maggio 1954) è un politico e giornalista italiano.
Laureato in filosofia, giornalista professionista, dopo una militanza giovanile nel Partito Comunista Italiano, negli anni 1990 fu esponente della formazione di sinistra riformista Alleanza Democratica; in seguito aderì a Forza Italia, all'UDC e a Centristi per l'Europa.
Nel 1995 fondò il mensile Liberal, che diresse fino al 2008, quando divenne quotidiano.
Vive a Roma.

## Famiglia e studi
Figlio di Enrico (impiegato statale) e Carmela (casalinga), vive a Roma dove la famiglia (con tre sorelle più grandi, Maria, Eleonora e Gabriella) si è trasferita quando aveva tre anni. Ha frequentato il Liceo Visconti di Roma dal 1967 al 1972, ha poi conseguito la laurea in filosofia con relatore Tullio De Mauro. Nel 1981 nasce suo figlio Luca.

## Carriera giornalistica e attività politica
Già iscritto al Partito Comunista Italiano, fu direttore della rivista La Città Futura, periodico della FGCI, ed è stato giornalista de l'Unità. Nel 1980 pubblicò con la filosofa ungherese Ágnes Heller il libro intervista Per cambiare la vita.

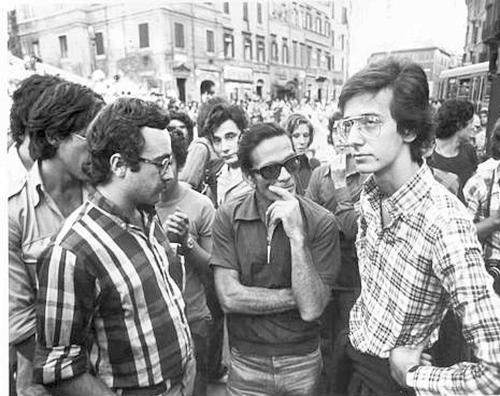
Ferdinando Adornato con Pier Paolo Pasolini e Walter Veltroni nel 1975 a piazza di Spagna.

Dal 1982 è giornalista professionista. Successivamente ha lavorato come caporedattore culturale a Panorama e poi a L'Espresso. Nel 1991 collaborava a la Repubblica come editorialista e pubblicò per Rizzoli il pamphlet Oltre la sinistra. Il testo invitava la sinistra a superare tutte le vecchie tradizioni del Novecento e avvicinarsi all'esperienza dei Democratici americani. Di conseguenza nel 1992 fu tra i fondatori e leader del movimento di Alleanza Democratica, fautore di un accordo tra i referendari di Mario Segni e il PDS di Occhetto. Il progetto non andò in porto ma gli valse comunque l’elezione alla Camera dei Deputati alle politiche del 1994.
Tra il 1992 e il 1993 sostenne l'inchiesta Mani pulite, ritenendo che l'intero sistema dei partiti non garantiva più democrazia e sognando «una nuova etica pubblica» contro «le mafie che hanno saccheggiato l'Italia fino a far scomparire ogni fisionomia di diritti e di doveri». Sostenne inoltre che «dal punto di vista morale, terroristi e tangentisti hanno dimostrato una straordinaria contiguità» a causa, in entrambi i casi, della mancanza di autentici pentimenti, ad eccezione del solo Bettino Craxi il quale si assunse "la responsabilità dei crimini di tutti. Ma, piccolo particolare, insiste a negare che fossero crimini.»
L'8 giugno 1994 fonda e guida il gruppo Area, «Un'area di confronto programmatico [...] di ispirazione liberaldemocratica, cristiana e ambientalista [...] elemento di ponte tra l'opposizione di sinistra e l'opposizione di centro».
Nel marzo 1995 fonda e dirige il mensile Liberal, accusato dai suoi detrattori di avere fondi dalla Confindustria e appoggi dal Vaticano, al quale nel maggio 1996 fu affiancata un'omonima fondazione.
Terminata la legislatura, nel 1996 Adornato torna a essere solo giornalista e direttore di Liberal. Dal 1999 inizia a scrivere anche per Avvenire e dal 2000 per il Giornale, spostandosi progressivamente nell'area di centro-destra. Anche se all'inizio Liberal era schierato su posizioni terziste, dal 2001 secondo Gomez e Travaglio diventa un think tank molto vicino a Forza Italia.
Alle elezioni politiche del 2001 Adornato viene eletto deputato nel collegio uninominale di Portogruaro per la Casa della Libertà, in rappresentanza di Forza Italia.
Adornato è stato uno dei principali promotori del partito unico di centrodestra (la «Casa dei Moderati»), un soggetto politico di ispirazione popolare europea che potesse aggregare i principali partiti democratici e conservatori, oltre ai movimenti politici territoriali.
Alle elezioni politiche del 2006 è rieletto per la terza volta deputato, nella circoscrizione Veneto 2, nelle liste di Forza Italia.
Quando nel 2008 Silvio Berlusconi annuncia la nascita del Popolo della Libertà come partito unico del centrodestra, Adornato decide di non parteciparvi, spiegando:
Il 4 febbraio del 2008 Adornato lascia quindi Forza Italia per aderire all'UDC di Pier Ferdinando Casini. Parallelamente anche Liberal, in contemporanea con la trasformazione in giornale quotidiano, assume una posizione fortemente critica nei confronti di PdL e PD.
Ricandidato alla Camera con l'UDC alle elezioni politiche del 2008, viene rieletto deputato nella circoscrizione Abruzzo.
Alle elezioni politiche del 2013 è nuovamente confermato a Montecitorio per l'UDC, questa volta nella circoscrizione Sicilia 1. Assieme agli altri eletti dell'UDC si iscrive al gruppo parlamentare di Scelta Civica per l'Italia; il 21 marzo 2013 viene eletto segretario della Camera dei deputati in rappresentanza del medesimo gruppo.
Il 10 dicembre 2013 aderisce al gruppo parlamentare Per l'Italia nato da una scissione di Scelta Civica per l'Italia.
Il 16 dicembre 2014 abbandona Per l'Italia per aderire ad Area Popolare, gruppo che comprende i parlamentari del Nuovo Centrodestra e dell'UDC.
A maggio 2016, assieme a Pier Ferdinando Casini, abbandona l'UDC.
L'11 febbraio 2017, assieme al deputato Gianpiero D'Alia, nel frattempo espulso dall'UDC, ed allo stesso Casini, fonda il movimento Centristi per l'Europa che si propone di bloccare l’avanzata del populismo appellandosi all’unità dei moderati.
Dopo 19 anni trascorsi in Parlamento, non si ricandida alle elezioni politiche del 2018.

## Opere
- Eroi del nostro tempo (a cura di A.), Roma-Bari, Laterza, 1986.
- Oltre la sinistra. Come liberarsi dal complesso della sconfitta, Milano, Rizzoli, 1989.
- Verso il Duemila (a cura di A. e Enrico Pedemonte), L'Espresso, 1990.
- La rivoluzione delle coscienze. Come può rinascere un paese tradito dalle classi dirigenti, Milano, Rizzoli 1997.
- La nuova strada. Occidente e libertà dopo il Novecento, Milano, Mondadori 2003.
- Terrorismo e bugie, Fondazione Liberal, 2004.
- Fede e libertà, (scritto con Rino Fisichella), Fondazione Liberal, 2007.